# Wahlbach (Francja)
Wahlbach – miejscowość i gmina we Francji, w regionie Grand Est, w departamencie Górny Ren.
Według danych na rok 1990 gminę zamieszkiwały 242 osoby, a gęstość zaludnienia wynosiła 38 osób/km² (wśród 903 gmin Alzacji Wahlbach plasuje się na 637. miejscu pod względem liczby ludności, natomiast pod względem powierzchni na miejscu 412.).